# Limenitis pseudomessana
Limenitis pseudomessana är en fjärilsart som beskrevs av Hans Fruhstorfer 1915. Limenitis pseudomessana ingår i släktet Limenitis och familjen praktfjärilar. Inga underarter finns listade i Catalogue of Life.